# Never Forget You
A Never Forget You Mariah Carey amerikai énekesnő egyik kislemeze harmadik, Music Box című stúdióalbumáról. A dal egy lassú, szomorú szám, az énekesnő a sikeres dalszerző, Babyface közreműködésével írta. A Music Box harmadik kislemezén jelent meg, dupla A oldalas kislemezen a Without You című számmal.

## Fogadtatása
A kislemez megjelenésének idején a Billboard slágerlista szabályai engedték, hogy a dupla A oldalas kislemezek egy dalként kerüljenek fel a listára; amelyik dalt jobban felkapták a rádiók, azt tüntetik majd fel A oldalként. A poplistákon, köztük a Billboard Hot 100-on, a Without You lett az A oldal, és nagy sikert ért el, a 3. helyig jutott és huszonegy hétig maradt a Top 40-ben. Az R&B listákon a Never Forget You-t tüntették fel A oldalként. A Hot R&B/Hip-Hop Singles & Tracks listán a Top 10-be került, főleg az eladási adatok alapján, és a RIAA-tól aranylemez minősítést kapott.

## Videóklip és remixek
A dalhoz a Without Youval ellentétben nem készült videóklip, ezzel ez lett Carey első kereskedelmi forgalomba került kislemeze, melyet nem kísért klip. Jermaine Dupri készített hozzá remixeket, köztük a rádióban játszott változatot is; ezek az eredeti, pop stílusú dalnál R&B-sebb hangzásúak.

## Számlista
Európai CD kislemez
1. Without You (Album Version)
2. Never Forget You (Album Version)
3. Dreamlover (Live)

USA maxi CD kislemez
1. Never Forget You (Radio Edit)
2. Never Forget You (Extended)
3. Never Forget You (Album Version)
4. Never Forget You (Instrumental)
5. Without You (Album Version)

Az 1., 2. és 4. számok remixek, melyeket Jermaine Dupri készített.

### Helyezések
| Slágerlista (1994)                               | Legfelső helyezés |
| ------------------------------------------------ | ----------------- |
| USA Billboard Hot 100 1                          | 3                 |
| USA Billboard Hot R&B/Hip-Hop Singles & Tracks 2 | 7                 |
| USA Billboard Mainstream Top 40 3                | 2                 |
| USA Billboard Rhythmic Top 40 3                  | 9                 |
| USA Billboard Adult Contemporary 3               | 4                 |

1 Without You / Never Forget You.
2 Never Forget You / Without You.
3 Without You.